# KPA Pension
KPA AB är ett tjänstepensionsbolag inom kommun- och regionsektorn. KPA Pension förvaltade[när?] tjänstepensioner åt 2,3 miljoner kunder och administrerar tjänstepension åt kommuner, regioner och kommunala bolag. 
KPA Pension består av bolagen KPA  AB, KPA Tjänstepension AB, KPA Tjänstepensionsförsäkring AB och KPA Pensionsservice AB. KPA AB ägs till 60 procent av Folksam och till 40 procent av Sveriges Kommuner och Regioner, SKR. 
I september 2021 blev Camilla Larsson vd. 
KPA Pension erbjuder traditionell försäkring, fondförsäkring, livförsäkring, pensionsadministration, utbildning, konsulttjänster, valcentral och kapitalförvaltning med hållbar inriktning.[källa behövs]
Bolaget hade 340 miljarder kronor i förvaltat kapital 2024.
Huvudkontoret finns i Folksamhuset på Bohusgatan 14 på Södermalm i Stockholm.

## Historia
KPA Pensions historia började för över 100 år sedan med Sveriges Kommunalanställdas Pensionskassa (SKP). Då[när?] hade bolaget 400 försäkrade personer i elva städer. Med åren har verksamheten vuxit till ett fullskaligt pensionsbolag för anställda inom kommun och region.
Viktiga händelser under åren :
- 1922: Sveriges Kommunalanställdas Pensionskassa, SKP, bildas.
- 1956: Förändringar i pensionsreglementen leder till bildandet av KPA för att erbjuda pensionsservice till kommuner och landsting. SKP fortsätter som en fribrevskassa.
- 1997: KPA Pensionsförsäkring AB bildas och övertar SKP:s bestånd.
- 2000: Anställda inom kommunsektorn får för första gången välja i vilket bolag de vill placera sin tjänstepension. Folksam blir KPA Pensions nya majoritetsägare.
- 2006: Ett nytt pensionsavtal, KAP-KL, införs inom kommunsektorn. Avtalet innehåller förmåner för de anställda och deras anhöriga. KPA Pension deltar i att ta fram Principles for Responsible Investments (PRI), FN:s riktlinjer för investeringar inom miljö, sociala frågor och bolagsstyrning samt blir medlemmar i Transparency International.
- 2013: KPA Pension förvärvar SPP Liv Pensionstjänst AB och etablerar en ny verksamhet i Sundsvall. Man utses också till förvalsbolag för anställda inom kommunala företag av arbetsgivarorganisationen KFS.
- 2014: Det nya kommunala pensionsavtalet AKAP-KL träder i kraft och ger anställda möjlighet att flytta intjänat pensionskapital mellan försäkringsbolag inom det kommunala området.
- 2016: KPA Pension blir försäkringsgivare av familjeskyddet för alla anställda inom kommunsektorn som omfattas av pensionsavtalet AKAP-KL.
- 2020: KPA Pension investerar 4,9 miljarder i en fastighetskreditfond med fokus på hållbara fastigheter. De investerar också 870 miljoner kronor i obligationer för att mildra konsekvenserna av coronaviruset. KPA Livförsäkring AB omvandlas till tjänstepensionsbolag under Solvens II-direktivet.
- 2023: Pensionsavtalet AKAP-KR träder i kraft och gäller för personer som är anställda inom kommun, region eller företag som är medlemmar i Sobona. Den viktigaste förändringen är att arbetsgivaren betalar in mer pengar till de anställdas tjänstepensioner.